# Bashir Ahmad Rahmati
Bashir Ahmad Rahmati (* 5. Juni 1985) ist ein afghanischer Ringer. Er war Mitglied des fünfköpfigen Teams aus Afghanistan, das 2004 in Athen erstmals seit dem Fall der Taliban-Regierung wieder an Olympischen Spielen teilnahm.
Rahmati stammt aus der Provinz Parwan, etwa eine Autostunde nördlich der Hauptstadt Kabul. Er ringt seit seinem zehnten Lebensjahr und ist afghanischer Meister.
Bei den Olympischen Spielen in Athen konnte er aufgrund einer Wildcard starten. Auf Einladung des Internationalen Olympischen Komitees erhielt Rahmati zusammen mit den vier anderen afghanischen Sportlern die Möglichkeit, sich ab Mai 2004 auf der griechischen Insel Lesbos für die Spiele vorzubereiten. Dort wurde er vom zweifachen japanischen Medaillengewinner Kōsei Akaishi trainiert.
Am 27. August 2004 trat Rahmati im Freistilringen in der Gewichtsklasse bis 55 Kilogramm an. Seinen ersten Kampf gegen den usbekischen Weltmeister von 2003 Dilschod Mansurow verlor er mit 0:4. In seinem zweiten Kampf unterlag er späteren Olympiasieger Mawlet Batirow aus Russland ebenfalls mit 0:4. Damit schied Rahmati ohne Punktgewinn bereits in der Poolphase des Wettbewerbs aus und belegte am Ende in seiner Gewichtsklasse den 22. und letzten Rang.